# Alka Yagnik

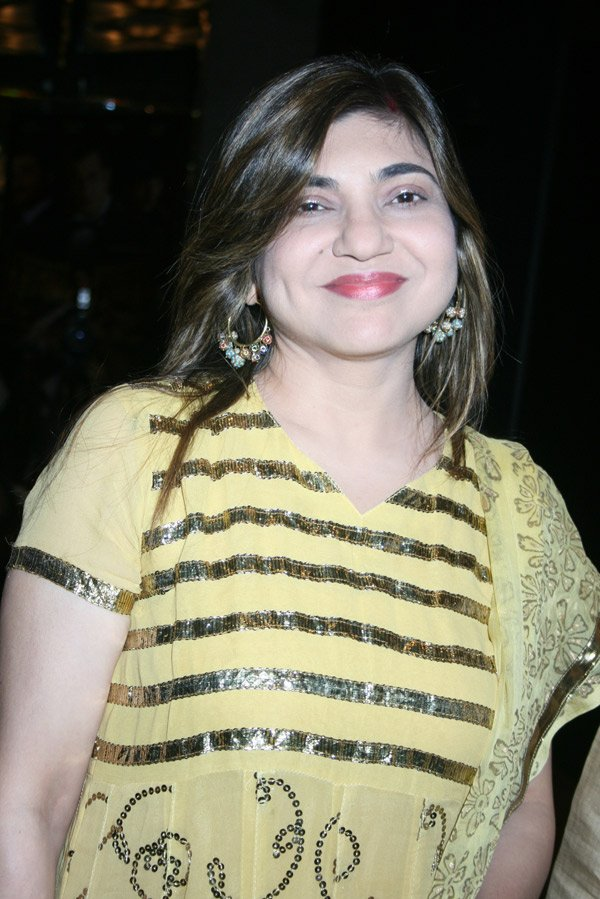
Alka Yagnik (2008)

Alka Yagnik (Hindi: अल्का यागनिक; * 20. März 1966 in Kalkutta, Westbengalen) ist eine indische Playbacksängerin, die für Bollywoodproduktionen ihre Stimme leiht. Sie entstammt einer Gujaratifamilie, die sich mit klassischer Musik beschäftigt.

## Biografie

### Früheres Leben
Alkas Mutter Shubha Yagnik war eine Sängerin der klassischen indischen Musik und unterstützte ihre Tochter dabei, eine erfolgreiche Sängerin zu werden. So kam es, dass Alka mit nur sechs Jahren für einen Radiosender sang. Als Alka zehn Jahre alt war, brachte ihre Mutter sie nach Bombay, um dort ihr Glück als Playbacksängerin für Kinderrollen in der Filmwelt zu versuchen. Ihr wurde geraten noch zu warten, bis ihre Stimme ausgereift sei, doch ihre Mutter blieb hartnäckig. Dann bekam Alka einen Brief von Raj Kapoor, um vorzusingen. Er war von ihrer Stimme sehr begeistert und schickte Alka zu Laxmikant, einem bekannten Produzenten. Dort wurde sie vor die Wahl gestellt, entweder sofort in der Filmsynchronisation zu arbeiten oder später als Playbacksängerin. Sie entschied sich für das Letztere.

### Karriere
Alka Yagnik begann nun für Filme wie Payal Ki Jhankaar (1979), Laawaris (1981) und Hamari Bahu Alka (1982). Ihren Durchbruch schafft sie aber erst einige Jahre später mit dem Song Ek Do Teen aus dem Film Tezaab (1988). Über Nacht wird sie zum Star und bekommt auch für dieses Lied ihren ersten Filmfare Award als beste Playbacksängerin. Seitdem hat sie insgesamt sieben Filmfare Awards gewonnen. Somit ist sie, neben der berühmten Sängerin Asha Bhosle, die häufigste Gewinnerin in dieser Preiskategorie.
Zusätzlich hat sie neben Hindi auch noch in anderen Sprachen gesungen wie Panjabi, Bengalisch und Marathisch.

## Berühmte Lieder von Alka Yagnik in ihrer Filmkarriere
| Jahr | Film                       | Songtitel |
| ---- | -------------------------- | --- |
| 1981 | Lawaaris                   | Mere Angane Mein Tumhara |
| 1982 | Jeevan Dhaara              | Jaldise Aana |
| 1982 | Kaamchor                   | Tum Se Badhkar Duniya Mein |
| 1982 | Nastik                     | Sagre Jagat Ka Ek Rakhwala |
| 1983 | Coolie                     | Mujhe Pine Ka Shock Nahin |
| 1984 | Love Marriage              | Beeswin Sadi Ke |
| 1985 | Yudh                       | Yudh Kar, Doston Tum Sab Ko |
| 1988 | Tezaab                     | Ek Do Teen |
| 1988 | Qayamat Se Qayamat Tak     | Akela Hain To Kya Ghum Hai, Kahe Sataaye Kah, Ey Mere Humsafar                                                                                        |
| 1989 | Batwara                    | Tu Maro Kaun Lage |
| 1989 | Mujrim                     | Raat Ke Bara Baje |
| 1989 | Bhrashtachar               | Mere Seene Se Lagja |
| 1989 | Tridev                     | Gali Gali Mein |
| 1991 | Afsana Pyar Ka             | Yaad Teri Aati Hai |
| 1991 | Phool Aur Kaante           | Tumse Milne Ko Dil Karta Hai, Dheere Dhere Pyar Ko Badhna                                                                                             |
| 1991 | Saajan                     | Dekha Hai Pehli Baar |
| 1992 | Sapne Saajan Ke            | Kehta Hai Mausam, Kabhi Bhula Kabhi Yaad Kiya, Aara Hai Mazza                                                                                         |
| 1992 | Bekhudi                    | Jab Na Maana Dil Deewana (Khat Maine Tere Naam) |
| 1992 | Khiladi                    | Waada Raha Sanam |
| 1993 | Hum Hain Rahi Pyar Ke      | Ghunghat Ki Aad Se, Kash Koi Ladka, Yuhi Kat Jayega Safar, Bombay Se Poonha                                                                           |
| 1993 | Phir Teri Kahani Yaad Aaye | Sairana Si Hai, Dil Deta Hai Ro Ro |
| 1993 | Darr                       | Ang Se Ang Lagana |
| 1993 | Baazigar                   | Baazigar O Baazigar |
| 1994 | Dilwale                    | Mauka Milega To Hum Pyar, Jeeta Tha Jiske Liye, Jeeta Hoon Jiske Liye, Saaton Janam Mein Tere                                                         |
| 1994 | Mohra                      | Tip Tip Barsa Paani |
| 1994 | Criminal                   | Tu Mile Dil Khile |
| 1994 | Main Khiladi Tu Anari      | Churake Dil Mera |
| 1995 | Coolie No. 1               | Mein To Raste |
| 1995 | Naajayaz                   | Kya Tum Mujshe Pyar Karte Ho, Tujhe Pyaar Karte Karte                                                                                                 |
| 1995 | Akele Hum Akele Tum        | Raja Ko Rani Se Pyar Ho Gaya |
| 1995 | Karan Arjun                | Jaati Hoon Main, Yeh Bandhan To Pyar Ka Bandhan Hai                                                                                                   |
| 1995 | Raja                       | Aakhiyan Milau Kabhi Aakhiyan Churao, Nazre Mile Dil Dhadka                                                                                           |
| 1996 | Raja Hindustani            | Pardesi Pardesi |
| 1996 | Jeet                       | Yaara O Yaara Milna, Saason Ka Chalna, Tu Dharti Pe Jitna Bhi                                                                                         |
| 1996 | Khamoshi: The Musical      | Bahon Ke Darmiyan |
| 1997 | Gupt                       | Mushkil Bada Yeh Pyaar Hain |
| 1998 | Ghulam                     | Aati Kya Khandala |
| 1998 | Kuch Kuch Hota Hai         | Kuch Kuch Hota Hai, Ladki Badi Anjani Hai, Koi Mil Gaya, Kuch Kuch Hota Hai - Sad, Yeh Ladki Hai Diwani, Saajan Ji Ghar Aaye, Tujhe Yaad Na Mere Aaye |
| 1998 | Duplicate                  | Mere Mehboob Mera Sanam |
| 1998 | China Gate                 | Chamma Chamma |
| 1998 | Soldier                    | Soldier Soldier, Mehfil Mein Baar Baar |
| 1998 | Zakhm                      | Gali Mein |
| 1999 | Sirf Tum                   | Pehli Pehli Bar, Dilbar Dilbar |
| 1999 | Taal                       | Taal Se |
| 1999 | Hum Dil De Chuke Sanam     | Chand Chupa |
| 1999 | Sarfarosh                  | Jo Haal Dil Ka, Is Deewane Ladke Ko |
| 2000 | Kaho Naa… Pyaar Hai        | Kaho Naa Pyaar Hai |
| 2000 | Dhadkan                    | Dil Ne Yeh Kaha Dil Se |
| 2000 | Dulhan Hum Le Jayenge      | Dulhan Hum Le Jayenge, Mujshe Shaadi Karogi, Tera Pallu                                                                                               |
| 2001 | Zubeidaa                   | Mehndi Hai Rachnewali, Hai Na |
| 2001 | Lajja                      | Badi Mushkil |
| 2001 | Dil Chahta Hai             | Jaane Kyon |
| 2001 | Kasoor                     | Kitni Bechain Hoke |
| 2002 | Mujhse Dosti Karoge!       | Jaane Dil Se |
| 2002 | Dil Hai Tumhaara           | Dil Laga Liya Maine, Dil Hai Tumhara, Kasam Khake Kaho, Mohabbat Dil Ka Sukoon Hai, Chaahe Zuban                                                      |
| 2002 | Raaz                       | Aapke Pyaar Mein, Kya Tumhe Yaad Hai |
| 2002 | Shakti – The Power         | Ishq Kamina |
| 2003 | Dil Ka Rishta              | Dil Churale O Chand, Saajan Saajan, Haaye Dil Mera Dil, Dil Ka Rishta Bada Pyara                                                                      |
| 2003 | Chalte Chalte              | Tauba Tumhare Ishare |
| 2003 | Chori Chori                | Aata Aata |
| 2003 | Tere Naam                  | Oodhni |
| 2003 | Kal Ho Naa Ho              | Kuch To Hua Hai |
| 2003 | Andaaz                     | Kisise Tum Pyaar Karo |
| 2003 | Zwei Herzen für Rani       | Lal Dupatta |
| 2004 | Hum Tum                    | Hum Tum |
| 2004 | Swades                     | Saanwariya Saanwariya |
| 2004 | Lucky: No Time for Love    | Chori Chori |
| 2005 | Barsaat                    | Yeh Jo Dil Hai, Barsaat Ke Din Aaye, Maine Tumse Pyar Bahut Kiya, Aaja Aaja Piya Ab To Aaja                                                           |
| 2006 | Kabhi Alvida Naa Kehna     | Kabhi Alvida Naa Kehna, Tumhi Dekho Na |
| 2006 | Dil Apna Punjabi           | Soniye |
| 2006 | Jai Santoshi Maa           | Maa Santoshi Maa |
| 2006 | Shaadi Se Pehle            | Bijuriya, Bijuriya (Remix), Sache Ashiq |
| 2006 | Baabul                     | Gaa Re Mann |
| 2006 | Umrao Jaan                 | Salaam, Pooch Rahe Hain |
| 2007 | Guru                       | Aye Hairate Aashiqi |
| 2007 | Saawariya                  | Chhabeela |

## Auszeichnungen
Filmfare Award
- Filmfare Award 1989: Beste Playbacksängerin für Tezaab - Ek Do Teen
- Filmfare Award 1994: Beste Playbacksängerin für Khalnayak - Choli Ke Peeche
- Filmfare Award 1998: Beste Playbacksängerin für Pardes - Zara Tasveer Se Tu
- Filmfare Award 2000: Beste Playbacksängerin für Taal - Taal Se
- Filmfare Award 2001: Beste Playbacksängerin für Dhadkan - Dil Ne Yeh Kaha Dil Se
- Filmfare Award 2002: Beste Playbacksängerin für Lagaan - O Re Chhori
- Filmfare Award 2005: Beste Playbacksängerin für Hum Tum - Hum Tum

National Film Award
- 1994: Beste Playbacksängerin für Hum Hain Rahi Pyaar Ke - Ghoongat Ki Aad Se
- 1999: Beste Playbacksängerin für Kuch Kuch Hota Hai - Kuch Kuch Hota Hai

International Indian Film Academy Award
- 2000: Beste Playbacksängerin für Taal - Taal Se
- 2001: Beste Playbacksängerin für Kaho Naa… Pyaar Hai - Kaho Naa Pyaar Hai

Star Screen Award
- 1996: Beste Playbacksängerin für Haqeeqat - Dil Ne Dil Se
- 2001: Beste Playbacksängerin für Refugee - Paanchi Nadiyaan

Zee Cine Award
- 1999: Beste Playbacksängerin für Kuch Kuch Hota Hai - Kuch Kuch Hota Hai
- 2001: Beste Playbacksängerin für Kaho Naa… Pyaar Hai - Kaho Naa Pyaar Hai
- 2007: Beste Playbacksängerin für Kabhi Alvida Naa Kehna - Tumhi Dekho Na